# Gabriella Wood
Gabriella Wood (ur. 4 września 1997) – trynidadzka judoczka. Olimpijka z Tokio 2020, gdzie zajęła siedemnaste miejsce w wadze ciężkiej
Uczestniczka mistrzostw świata w 2021. Startowała w Pucharze Świata w 2020. Siódma na igrzyskach panamerykańskich w 2019. Piąta  na igrzyskach Ameryki Środkowej i Karaibów w 2018 i na igrzyskach Wspólnoty Narodów w 2022. Wicemistrzyni wspólnoty narodów w 2019 roku.

## Letnie Igrzyska Olimpijskie 2020
| Konkurencja | Eliminacje            | Klas. końcowa |
| Konkurencja | Przeciwnik I          | Miejsce       |
| ----------- | --------------------- | ------------- |
| +78 kg      | Maryna Słucka (BLR) P | 17.           |